# Свято-Крестовоздвиженская церковь (Ощев)
Крестовоздвиженская церковь — православный приходской храм в селе Ощев, Гороховского района, Волынской области. Относится к Волынской епархии Православной церкви Украины.

## История

### Во времена деревянной постройки
Первое упоминание о православном храме в Ощеве датируется 1545 годом. В конце XVII века в селе было 89 домов, 603 жителей, церковь деревянная, 2 мельницы.
В «Клировых сведениях церквей Волынской епархии за 1886» значится, что церковь в Ощеве деревянная, находится в надлежащем состоянии и имеет две приписные церкви — в Терешковцах и Божеве (ныне — Быстровица).

### Построение каменного храма

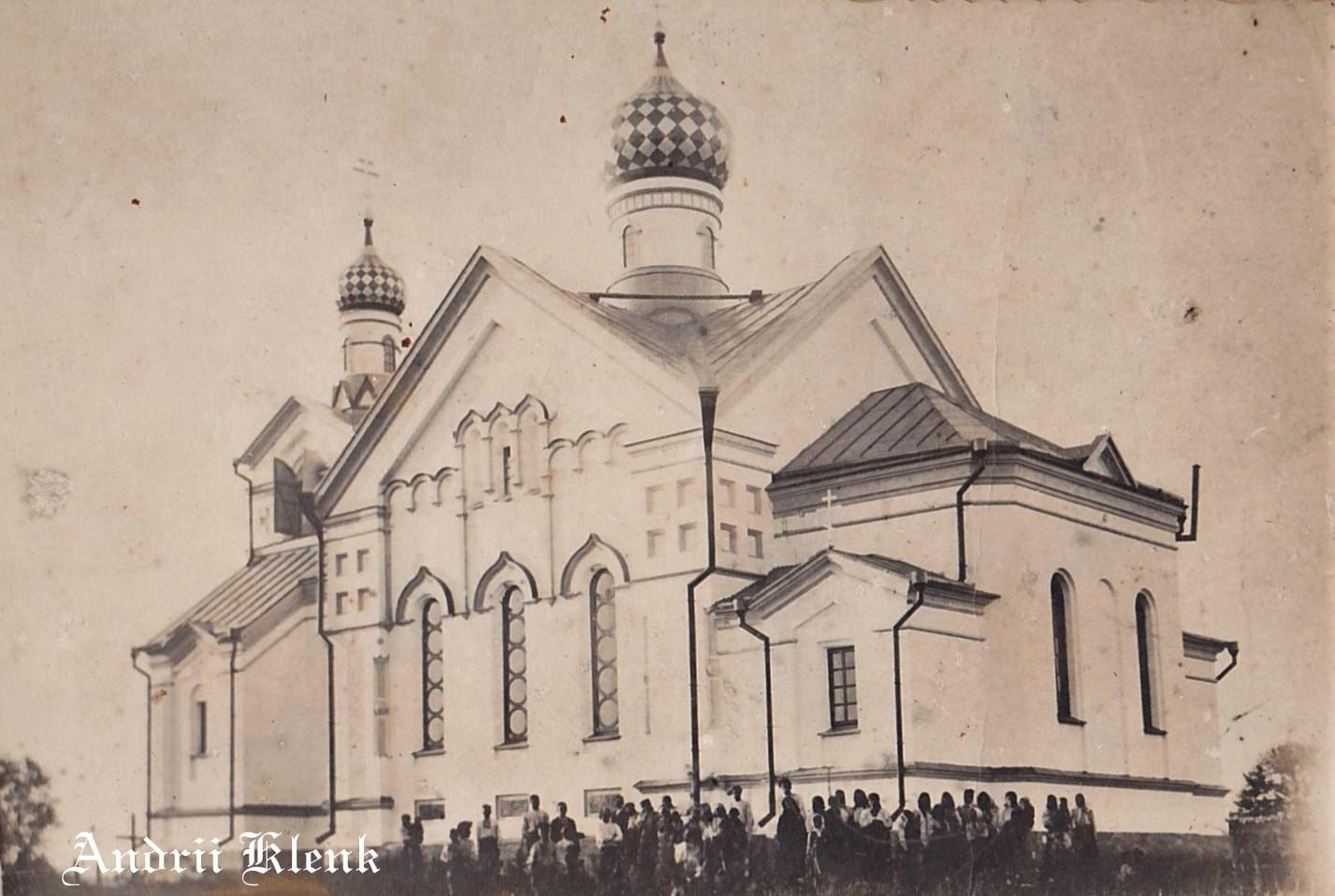
Богоявленский храм села Ощев, 1911

В 1908—1910 годах рядом со старинной деревянной церковью жители села начали строить новую, кирпичную. Храм был освящен в 1911 году как Богоявленский.
В «Клировых сведениях церквей Волынской епархии за 1911 год» помещено справку о самостоятельном Богоявленском храме в Ощеве и о приписных к нему церквях в Терешковцах и Быстровице (Божеве). В частности, там значится, что в 1911 году настоятелем храма был священник Павел Бухович, псаломщиком — дьяк Иван Рафалович. Церковная община владела более 11-ю гектарами земли, общий доход с которых составлял более 300 российских императорских рублей в год. На церковных землях размещались и приходские дома и школа для детей, которая находилась в подчинении православного прихода .

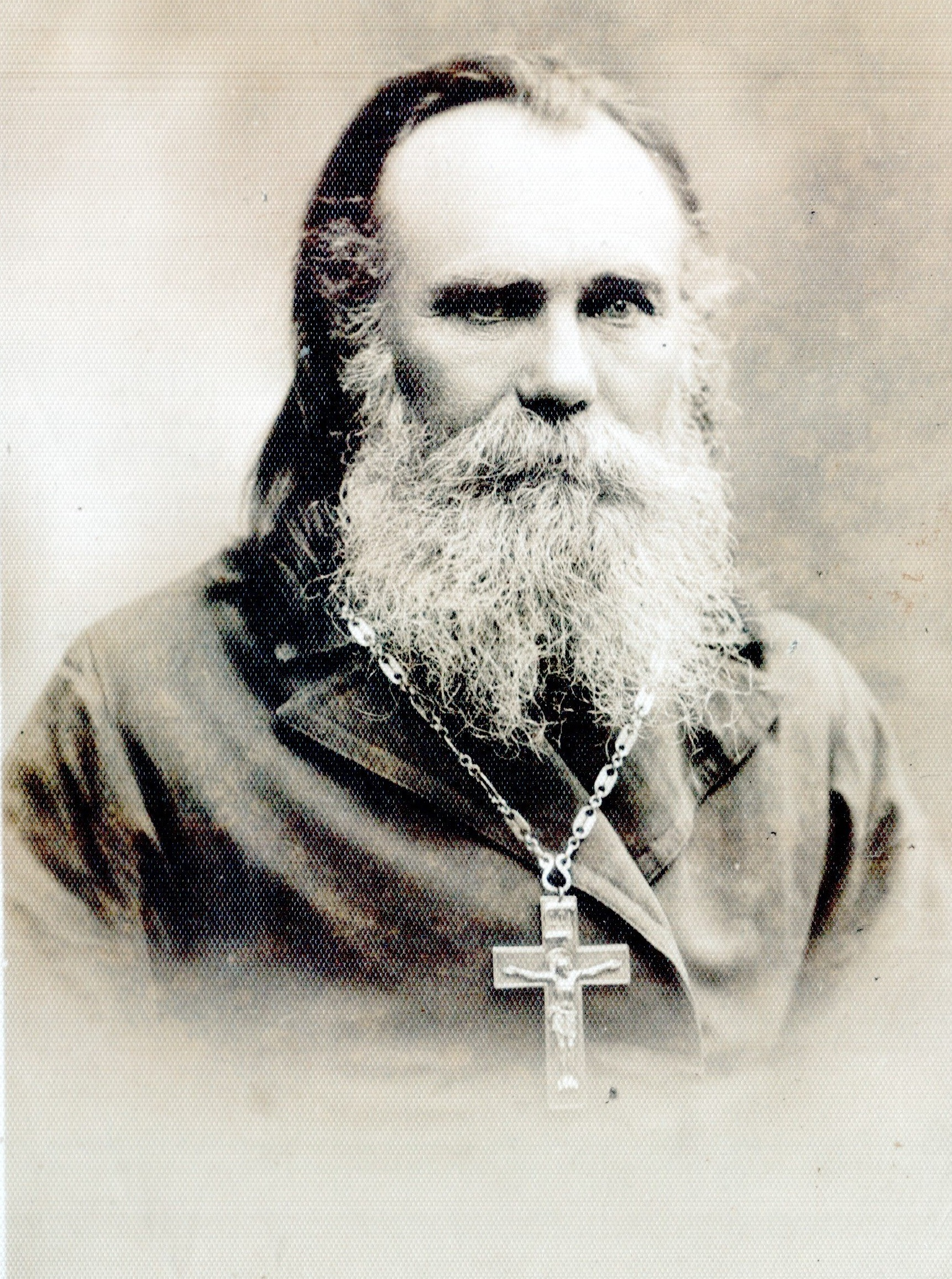
Настоятель Богоявленского храма в Ощеве священник Даниил Шумский (1888—1889 год)

В «Клировых ведомостях» также отмечается, что церковь новая, каменная, построенная на средства Императорского правящего Синода Русской Православной Церкви. Общая сумма, которая была потрачена на строительство составляет 10 000 российских императорских рублей.
В ходе Брусиловского прорыва 1916 село было полностью разрушено и сожжено, понесла большие повреждений и церковь, которую немецкие солдаты превратили в склад оружия и боеприпасов.

### Межвоенный и советский периоды
После Первой мировой войны жителями села возле поврежденной каменной церкви было отреставрировано старую, деревянную, в которую перенесли все уцелевшие иконы и иконостас, и Богослужения продолжались в ней до 50-х годов XX века. В 1930 году православный приход в Ощеве упоминается в материалах дела «Процесс за православные церкви. Дело т. н. ревиндикационных судебных процессов о передаче 724 православных святынь римско-католическому костелу».
В советский период деревянная церковь была закрыта и разрушена, а руины кирпичного храма стояли пустыми, впоследствии местная власть разметила там склад ядохимикатов. В конце 80-х годов XX века в Ощеве начали совершаться богослужения в часовне на местном кладбище .

### Отстройка
В конце 80-х годов XX века сформировалась инициативная группа жителей Ощева, которую возглавил Григорий Шкамарда, что подняла вопрос о восстановлении каменного храма. 14 июля 1990 отстроена церковь была открыта и освящена по благословению епископа Варфоломея (Ващука) благочинным Гороховского округа протоиереем Александром Пасечником как Крестовоздвиженская.
Первым настоятелем храма стал протоиерей Николай Мельничук. После его смерти в 2010 году настоятелями храма были протоиерей Василий Хомляк (2010—2011) и священник Роман Свитлык (2011—2019).
В 2009—2015 годах внешний вид церкви претерпел значительную реконструкции, в ходе которой было установлено девять куполов, обновлено кровлю и отдельные элементы внешнего фасада.
В 2015 году, к 25-летию восстановления каменной церкви, община храма выдала иллюстрировано-краеведческий сборник «Небесная святыня», в основу которого легли материалы фондов Государственных архивов Волынской и Ровенской областей и отдельные краеведческие исследования заслуженного учителя Украины Анны Бабий .

## Святыни храма
Книга «Девятисотлетие православия на Волыни», изданная в 1892 году, рассказывает интересную историю чудотворной иконы Божьей Матери с Ощевского храма: 
 "В селе Ощеве в самостоятельной Богоявленский церкви есть благодатная икона Божьей Матери, которую очень уважают местные и жители окрестных сел. Икона эта, бесспорно, давняя, писаная оригинально и художественно, размещенная на верхнем месте " . 
 Аналогичная информация представлена и в сборнике «Тысячелетие православия на Волыни» .
Очевидно, это была спускная икона сверху иконостаса. Среди жителей села существуют предания, икона была подарена церкви какой-то местной магнаткой, которая благодаря усердной молитве сама почувствовала на себе благодатную помощь Божией Матери, так и передала святыню в дар церкви. По свидетельствам жителей Ощева, перед иконой совершались чудотворные исцеления больных. Долгое время в Богоявленском храме хранился костыль с надписью «1772» в качестве вещественного доказательства исцеления одного хромого человека, который здесь после искренней молитвы избавился болезни.
Во время Первой мировой войны чудотворная икона Божией Матери бесследно исчезла из храма.

## Современное состояние
Церковь находится в собственности местной религиозной общины Православной церкви Украины.
С 1990 по 2019 год религиозная община находилась в юрисдикционном подчинении Украинской Православной Церкви (Московского патриархата) . 27 февраля 2019 на общем Приходском собрании религиозной общины прихожане храма единогласно решили присоединиться в состав Православной церкви Украины . За такое решение, несмотря на сопротивление настоятеля, проголосовал 91 член религиозной общины. 12 марта 2019 митрополит Луцкий и Волынский Михаил (Зинкевич) назначил настоятелем прихода протоиерея Василия Луня.
Согласно распоряжению председателя Волынской ОГА № 315 от 7 июня 2019 Крестовоздвиженская религиозная община была официально зарегистрирована в составе ПЦУ .
Один из немногих сельских приходов на Волыни, который имеет собственную пресс-службу и печатный орган — газету «Ощевский храм». При храме активно налажена издательская деятельность.
27 февраля 2020 года митрополит Луцкий и Волынский Михаил (Зинкевич) назначил новым настоятелем прихода священника Тарасия Сидорука.